# Jörg-Dietrich Kamischke

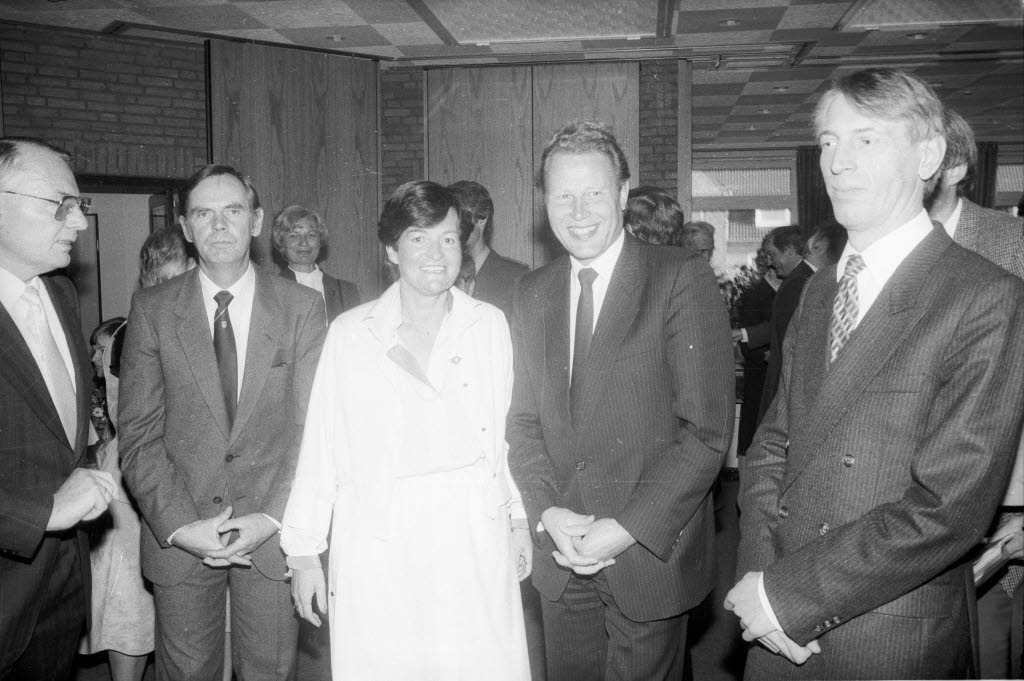
Jörg-Dietrich Kamischke (rechts) bei der Einweihung des Bürgerhauses in Kronshagen 1984, u. a. mit Anke Gravert (3.v.l.) und Karl Eduard Claussen (4.v.l.)

Jörg-Dietrich Kamischke (* 18. März 1948 in Halle/Saale; † 7. Februar 2025) war ein deutscher Landrat.

## Leben
Kamischke wuchs in Essen auf und studierte ab 1968 Jura in Tübingen und Kiel. Im Anschluss an sein Referendariat ging er 1977 in den Verwaltungsdienst des Landes Schleswig-Holstein. Für zweieinhalb Jahre war er zur Kreisverwaltung Bad Segeberg abgeordnet. Von 1979 bis 1981 war er wissenschaftlicher Referent der CDU-Fraktion im Landtag von Schleswig-Holstein. Ab 1985 arbeitete er als Regierungsdirektor im schleswig-holsteinischen Innenministerium. 1987 wählte der Kreistag Kamischke zum Landrat des Kreises Schleswig-Flensburg, 1993 wurde er wieder gewählt, 2001 gewann er mit 60 % der Stimmen auch die erste Direktwahl des Landrates. In Kamischkes Amtszeit fielen die Neuordnung des öffentlichen Personennahverkehrs, die Gründung des Zweckverbands Wirtschafts- und Regionalentwicklungsgesellschaft (WiREG), die Gründung der Region Schleswig-Sønderjylland und die Gründung der Kreiskulturstiftung.
2005 gab Kamischke sein Amt als Landrat auf und wurde Präsident des schleswig-holsteinischen Sparkassen- und Giroverbands. Er bekleidete dieses Amt bis 2010.
Seit 1994 war er Vorsitzender des Deutschen Grenzvereins. Von 2003 bis 2019 war Kamischke Vorsitzender der Gesellschaft für Schleswig-Holsteinische Geschichte.

## Auszeichnungen
- 2020 Verdienstorden des Landes Schleswig-Holstein[4]